# Mjölby
Mjölby este un oraș în Suedia.

## Demografie
| \| Evoluția demografică a zonei urbane Mjölby, 1970–2015 \| Evoluția demografică a zonei urbane Mjölby, 1970–2015 \| Evoluția demografică a zonei urbane Mjölby, 1970–2015 \| Evoluția demografică a zonei urbane Mjölby, 1970–2015 \| Evoluția demografică a zonei urbane Mjölby, 1970–2015 \| \| --------------------------------------------------------------------------------------- \| ----------------------------------------------------- \| ----------------------------------------------------- \| ----------------------------------------------------- \| ----------------------------------------------------- \| \| An \| \| \| Locuitori \| \| \| 1970 \| 1970 \| \| 12.245 \| 12.245 \| \| 1975 \| 1975 \| \| 12.488 \| 12.488 \| \| 1980 \| 1980 \| \| 12.473 \| 12.473 \| \| 1990 \| 1990 \| \| 12.443 \| 12.443 \| \| 1995 \| 1995 \| \| 12.184 \| 12.184 \| \| 2000 \| 2000 \| \| 11.828 \| 11.828 \| \| 2005 \| 2005 \| \| 11.927 \| 11.927 \| \| 2010 \| 2010 \| \| 12.245 \| 12.245 \| \| 2015 \| 2015 \| \| 12.858 \| 12.858 \| \| Sursa: SCB - Statistika Centralbyrån, Folkmängden per tätort. Vart femte år 1960 - 2016 \| \| \| \| \| |      |  |           |        |
| Evoluția demografică a zonei urbane Mjölby, 1970–2015 |      |  |           |        |
| An |      |  | Locuitori |        |
| 1970 | 1970 |  | 12.245    | 12.245 |
| 1975 | 1975 |  | 12.488    | 12.488 |
| 1980 | 1980 |  | 12.473    | 12.473 |
| 1990 | 1990 |  | 12.443    | 12.443 |
| 1995 | 1995 |  | 12.184    | 12.184 |
| 2000 | 2000 |  | 11.828    | 11.828 |
| 2005 | 2005 |  | 11.927    | 11.927 |
| 2010 | 2010 |  | 12.245    | 12.245 |
| 2015 | 2015 |  | 12.858    | 12.858 |
| Sursa: SCB - Statistika Centralbyrån, Folkmängden per tätort. Vart femte år 1960 - 2016 |      |  |           |        |